# Game Boy (original)
Game Boy är en handhållen datorspelskonsol tillverkad av Nintendo. Den var den första av de olika datorspelsenheter som kommit att kallas Game Boy. Enheten är batteridriven, har en monokrom skärm med variabel kontrast och en högtalare med utgång för hörlurar. Den första versionen av Game Boy var grå och såldes tillsammans med ett exemplar av spelet Tetris.
Maskinen utvecklades av Nintendo Research & Development 1 ledda av Gumpei Yokoi och var den andra bärbara spelmaskinen från Nintendo efter Game & Watch.

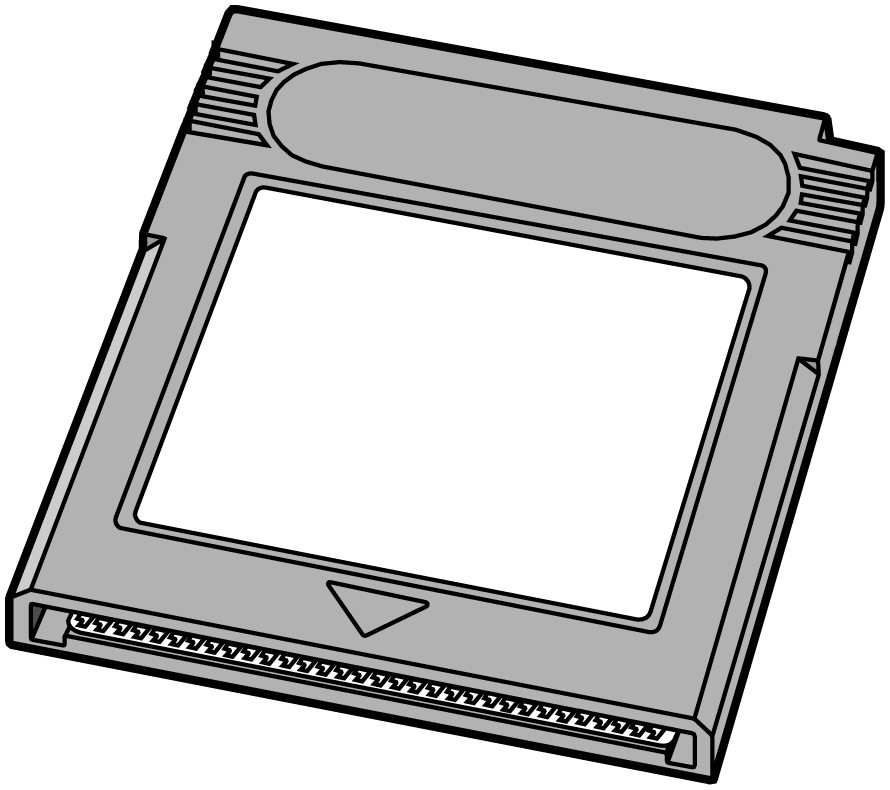
En Game Boy-spelkassett